# 波特 (巴西)
波特（葡萄牙語：Poté）是巴西米纳斯吉拉斯州的一个市镇。总面积632.692平方公里，总人口14749人，人口密度23.3人/平方公里。